# Finca Mònaco
La Finca Mònaco és un edifici modernista del municipi de Sant Cugat del Vallès (Vallès Occidental) que forma part de l'Inventari del Patrimoni Arquitectònic de Catalunya.

## Descripció
És un edifici de planta quadrada amb distribució axial simètrica, segons l'eix d'entrada que és significat per un balcó baldaquí. Les façanes són arrebossades imitant obra. Les llindes de les finestres, les dovelles, i les baranes del terrat són de morter motllurat tradicional a la comarca i amb dibuix vegetal.

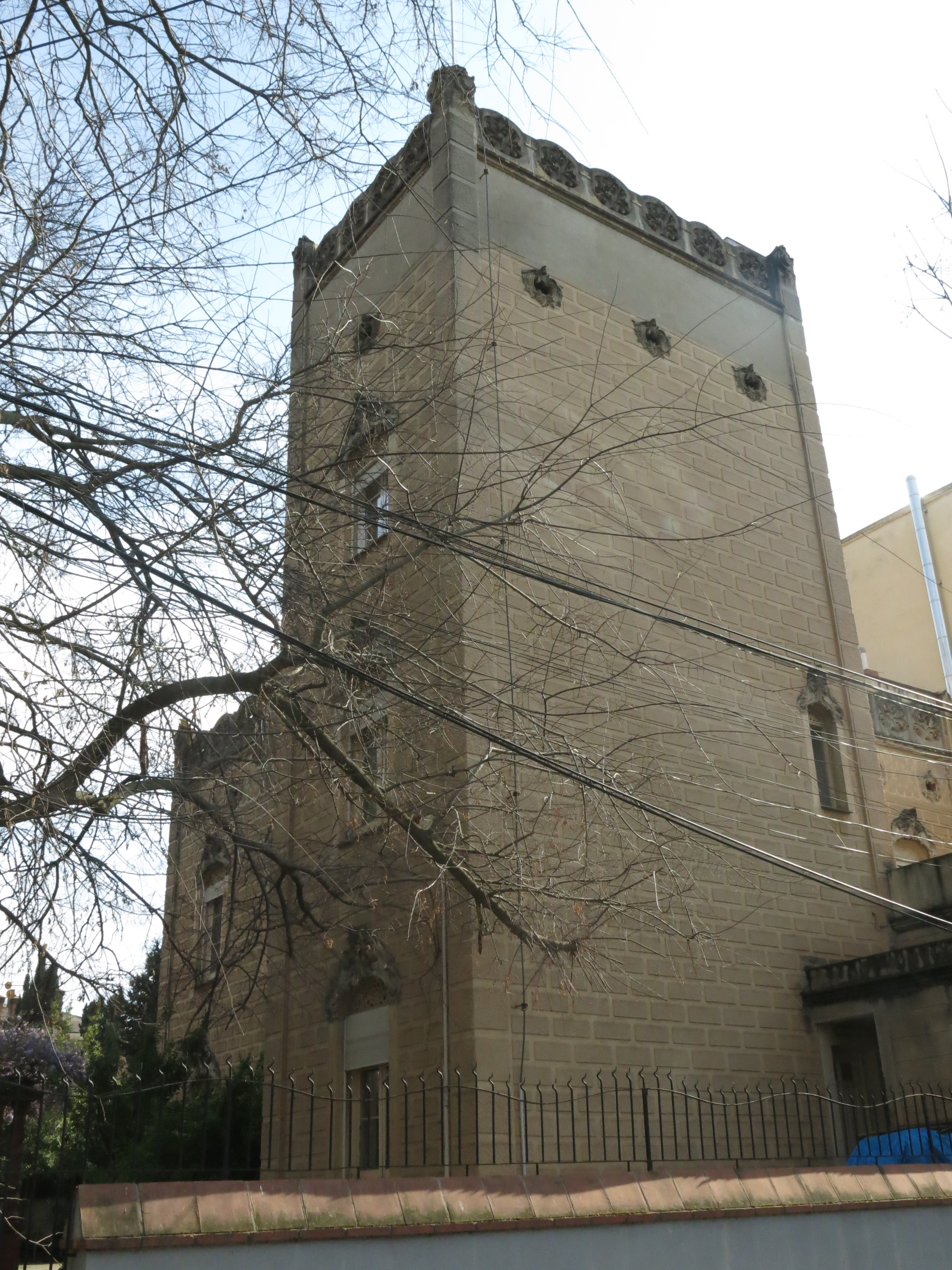
Torre
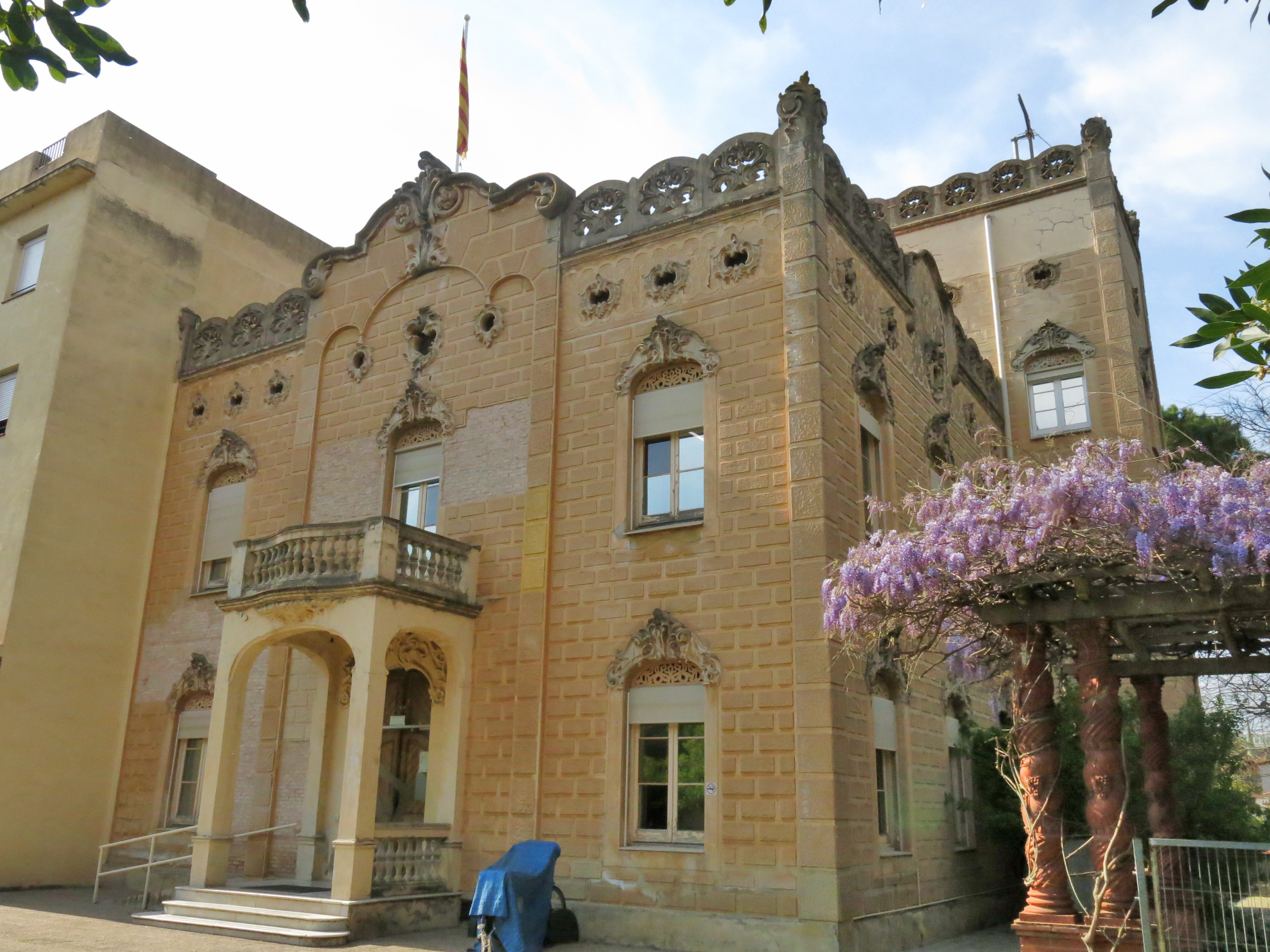
Façana principal
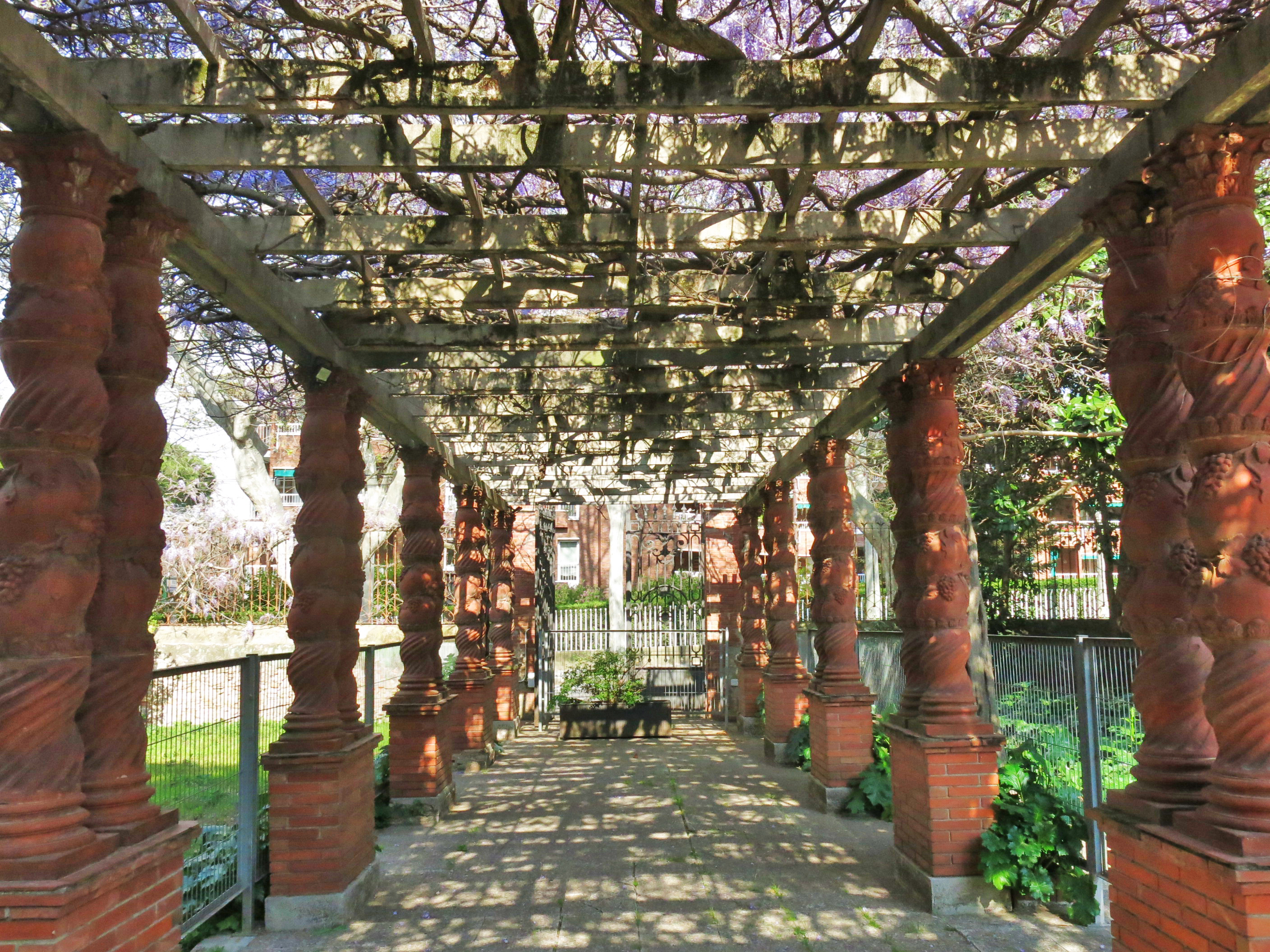
Pèrgola